# Iharos
Iharos ist eine ungarische Gemeinde im Kreis Csurgó im Komitat Somogy.

## Geografische Lage
Iharos liegt 53,5 Kilometer westlich des Komitatssitzes Kaposvár und 8 Kilometer nördlich der Kreisstadt Csurgó.

## Geschichte
Iharos wurde im 13. Jahrhundert erstmals urkundlich erwähnt.
Im Jahr 1913 gab es in der damaligen Kleingemeinde 205 Häuser und 1189 Einwohner auf einer Fläche von 4545 Katastraljochen. Sie gehörte zu dieser Zeit zum Bezirk Csurgó im Komitat Somogy.

## Sehenswürdigkeiten
- Römisch-katholische Kirche Gyümölcsoltó Boldogasszony, erbaut 1825–1827, klassizistisch

## Verkehr
Durch Iharos verläuft die Landstraße Nr. 6819. Der nächstgelegene Bahnhof befindet sich sieben Kilometer südlich in Csurgó.